# Legi Matiu
Pour les articles homonymes, voir Matiu.
Pas d'image ? Cliquez ici

a Compétitions nationales et continentales officielles uniquement.

b Matchs officiels uniquement.
Dernière mise à jour le 18 novembre 2024.
Legi Matiu, né le 17 janvier 1969 à Auckland (Nouvelle-Zélande), est un joueur international français d'origine néo-zélandaise de rugby à XV évoluant au poste de deuxième ligne.
Il a joué en équipe de France et évolué au poste de deuxième ligne au sein notamment du RC Toulon, du Biarritz olympique et du FC Grenoble en première division et du Pays d'Aix RC en Pro D2 et  Fédérale 1 avant de prendre sa retraite sportive en 2008.
Il est le père de Temo Matiu, également joueur de rugby à XV.

## Biographie
Legi Matiu commence sa carrière en France au Rugby club Six-Fours en 1993 avant de rejoindre le Rugby club toulonnais deux ans plus tard. Puis, en 1996, il s'engage avec le Biarritz olympique.[réf. nécessaire]
Le 11 novembre 1997, il joue avec les Barbarians français contre l'Afrique du Sud à Biarritz. Les Baa-Baas s'imposent 40 à 22.
Legi Matiu honore sa première cape internationale en équipe de France le 5 février 2000 contre l'équipe du pays de Galles, et sa deuxième et dernière le 19 février 2000 de la même année contre l'équipe d'Angleterre.
Il remporte d'abord la Coupe de France en 2000, en battant le CA Brive 24 à 13. Pour cette rencontre il est titularisé en deuxième ligne aux côtés de Olivier Roumat.
Puis lors de la saison 2001-2002, il atteint avec son club la finale de la Coupe de la Ligue perdue 23 à 19 contre le Stade rochelais. En Championnat, les Biarrots jouent les phases finales du championnat. Dans un premier temps, ils éliminent le Stade toulousain en demi-finale. Puis, ils font face au SU Agen en finale. Le match se termine sur le score de 19 à 19 à la fin du temps réglementaire. Finalement, grâce à un drop de Laurent Mazas en toute fin des prolongations, le BO l'emporte 25 à 22 et est champion de France pour la première fois depuis 1939,.
En 2002-2003 il rejoint le FC Grenoble pour deux saisons avant de rejoindre le Pays d'Aix RC en Pro D2.[réf. nécessaire]
Son fils, Temo, est également un joueur professionnel de rugby à XV.

## Statistiques en équipe nationale
- 2 sélections en équipe de France en 2000

## Palmarès

### En club
- Vainqueur de la Coupe de France en 2000.
- Finaliste de la Coupe de la Ligue en 2002.
- Vainqueur du Championnat de France en 2002.